# Coniak

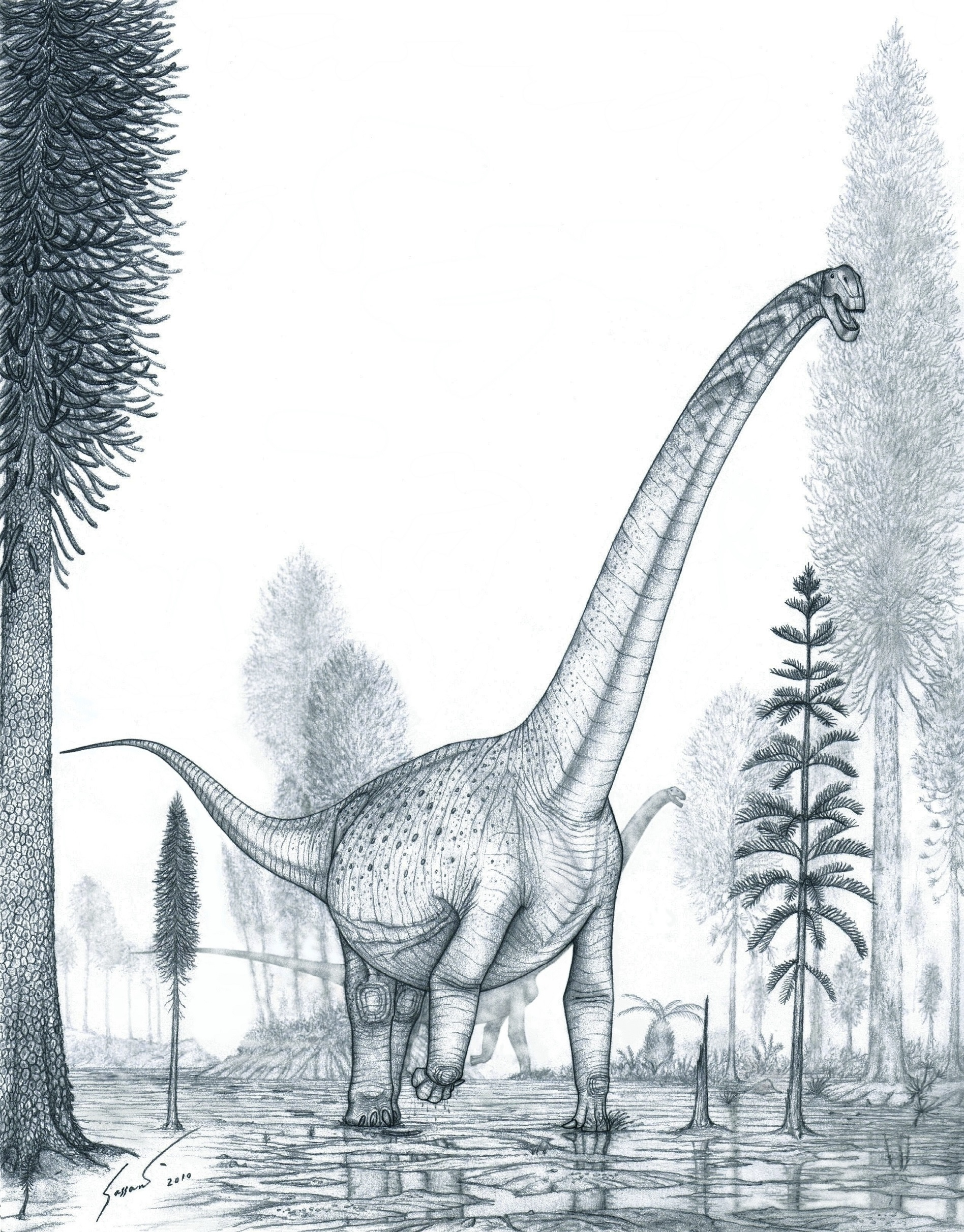
Obří sauropod Futalognkosaurus ve svém ekosystému.

Coniak [konjak] (někdy též koniak či coniac) je ve stratigrafii třetí nejstarší stupeň v oddělení svrchní křída, který je datován do rozmezí před 89,8 ± 0,3 až 86,3 ± 0,5 Ma (milionů let). Stejnojmenný věk, ve kterém horniny tohoto stupně vznikaly, tedy trval 3,5 Ma. Coniaku předcházel turon a následoval ho santon.

## Definice
Coniak je pojmenován podle města Cognac ve francouzském regionu Saintonge. Poprvé byl definován francouzským geologem Henrim Coquandem v roce 1857. Báze (dolní hranice) coniaku je definována na stratigrafické stupnici (sloupci) jako místo, kdy se poprvé objevil inoceramidní mlž druhu Cremnoceramus rotundatus. Konec coniaku (báze santonu) se definuje jako místo, kdy se poprvé objevil inoceramidní mlž druhu Cladoceramus undulatoplicatus.

## Podmínky
Po globální transgresi během spodního turonu, která pokračovala z cenomanu a způsobila maximální hladinu světových oceánů za posledních 600 milionů let, zaznamenával spodní coniak pokles hladiny. Toto se v sekvenční stratigrafii však ukázalo být jen prvním cyklem. V dalších obdobích coniaku pak nastaly další dva takové cykly s nižšími a dočasnými transgresemi.

## Dělení
Stupeň coniak bývá dále dělen na tři podstupně: spodní, střední a svrchní.
Významnou geologickou formací z tohoto období je například souvrství Moreno Hill v Novém Mexiku.

## Fauna

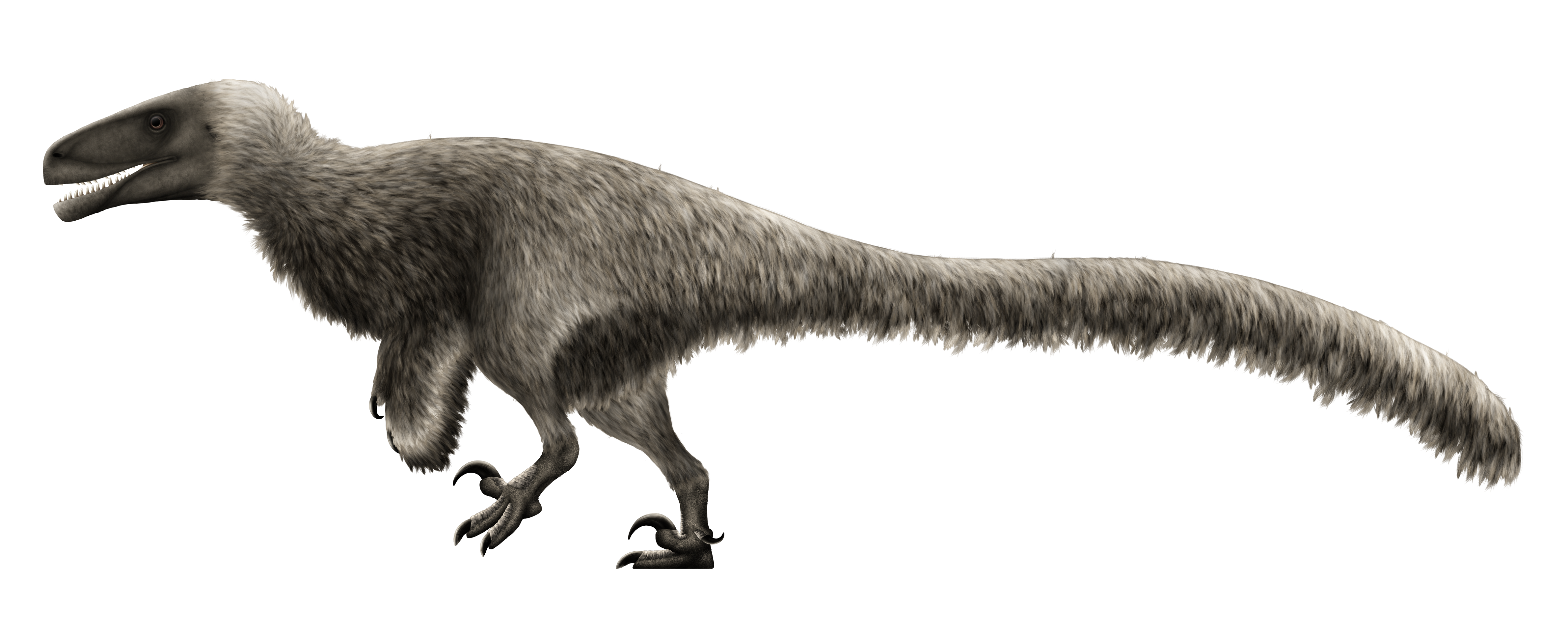
Rekonstrukce přibližného vzezření dromeosaurida rodu Achillobator.

Mezi známými dinosauřími druhy z tohoto období lze poukázat například na obřího argentinského titanosaurního sauropoda druhu Futalognkosaurus dukei z geologického souvrství Portezuelo. Dalšími dinosauřími rody známými z tohoto souvrství jsou ornitopod Macrogryphosaurus nebo teropodi Megaraptor, Neuquenraptor či Unenlagia. V dalším argentinském souvrství Plottier byl objeven například obří titanosaurní sauropod rodu Notocolossus nebo problematický druh Antarctosaurus giganteus. V Severní Americe je významné souvrství Niobrara, známé zejména fosiliemi mořských tvorů z dob Velkého vnitrozemského moře (mj. i pterosauři rodů Pteranodon a Nyctosaurus, mosasauři Platecarpus a Tylosaurus nebo plesiosauři Elasmosaurus a Dolichorhynchops. V Asii patří k významným formacím geologické souvrství Iren Dabasu z oblasti Vnitřního Mongolska (Číny), známé dinosauřími rody Alectrosaurus, Gigantoraptor, Erliansaurus, Bactrosaurus a mnoha dalšími. Významné je také mongolské souvrství Bajnšire, ze kterého známe rody Khankhuuluu, Talarurus, Graciliceratops, Erketu nebo Achillobator.